# Перевал (Тульская область)
Перевал — поселок в городском округе город Тула Тульской области в составе Пролетарского территориального округа.

## География
Находится в центральной части Тульской области на расстоянии приблизительно 16 км на восток-юго-восток по прямой от Московского вокзала города Тула.

## История
Отмечен поселок уже только на карте 1989 года. До 2014 года поселок входила в Шатское сельское поселение Ленинского района до их упразднения. Ныне имеет характер дачного поселения.

## Население
Постоянное население не было учтено как в 2002 году, так и в 2010.